# Jitka Zelenohorská
Jitka Zelenohorská, född 11 november 1946 i Prag i Tjeckoslovakien, är en tjeckisk skådespelare. Hon saknade formell skådespelarutbildning men medverkade på 1960-talet i flera uppmärksammade filmer, till exempel Jiří Menzels Låt tågen gå och Karel Zemans Luftskeppet. Hon var också i ett omskrivet förhållande med den tjeckiske musikern Waldemar Matuška.
Hon slutade med skådespeleriet i slutet av 1980-talet och har enbart gjort ett inhopp i TV-serien Škoda lásky 2014 sedan dess.

## Filmografi, urval
- 1966 – Låt tågen gå
- 1966 – Kdo chce zabít Jessii?
- 1967 – Luftskeppet
- 1969 – Lärkmarionetter
- 1980 – Arabela (TV-serie)
- 1983 – Návštěvníci (TV-serie)